# 鎌倉女子大学初等部
鎌倉女子大学初等部（かまくらじょしだいがくしょとうぶ）は、神奈川県鎌倉市岩瀬にある私立小学校。

## 概要
鎌倉女子大学の併設小学校。男女共学。各学年1クラス30人で3クラス。
鎌倉女子大学、及び中等部・高等部生同様、校門では一礼をし、1日3回鳴る「修養の鐘」で黙想をする。また、3年生以上は中等部・高等部生同様、その日の出来事を『修養日誌』に書きとめる。
「英語検定」「漢字検定」「書き方検定」「数学検定」、学校内で行われる「パソコン検定」「なわとび検定」「泳力検定」の「7つのチャレンジ」を実施しており、漢字検定では団体の部で奨励賞、書き方検定では団体の部で神奈川県知事賞、個人の部で最優秀賞や特選など、数学検定では個人・団体の部共に数検グランプリ金賞を受賞している。英語検定では卒業までに5級取得を目指している。
卒業生のほぼ全員が私立中学に進学する。併設校の鎌倉女子大学中等部（女子校）の内部進学者数は、2013年4月時点で12名である。
2004年に竣工されたプール棟は、第51回神奈川県建築コンクールで優秀賞・アピール賞を受賞した。

## 沿革
- 1951年（昭和26年） - 京浜女子短期大学附属小学校が設立。
- 1959年（昭和34年） - 京浜女子大学（現・鎌倉女子大学）の設立に伴い、校名を京浜女子大学初等部に改称。
- 1989年（平成元年） - 現校名に改称。
- 2003年（平成15年） - 大船キャンパス開設に伴い、岩瀬キャンパスの施設をリニューアル。

## 教育理念・教育方針
学園の建学の精神である「感謝と奉仕に生きる人づくり」が基盤になっている。
教育目標（「三心」）
- 感謝と奉仕のこころ
- ぞうきんと辞書をもつこころ
- 人・物・時を大切にするこころ

また、この3つをもとにした7つのちかい「わたしたちのちかい」がある。
「豊かなこころ」と「確かな学力」、「健やかなからだ」を兼ね備えた「品位ある初等部生」の育成を目指している。

## 委員会活動・クラブ活動
委員会は4年生以上全員参加。
クラブ活動は課内クラブと課外クラブがある。課内クラブは特別活動の時間として4年生以上の児童が参加するもので、課外クラブは希望者のみ参加するものである。

## 交通
- 東日本旅客鉄道（JR東日本）
  - 根岸線本郷台駅 徒歩約15分。
- 根岸線・東海道線・横須賀線・湘南モノレール線大船駅笠間口からバス約10分「鎌倉女子大前」下車。
- 横須賀線・東海道線戸塚駅、京急線上大岡駅または金沢八景駅からバス大船駅行にて「鎌倉女子大前」下車。

## 施設概要
- 幼稚部・初等部・中等部・高等部校舎
- プール棟
- 松本講堂
- 学園の杜・クローバー畑
- 警備室
- グラウンド
  - 第一グラウンド
  - 初等部グラウンド
  - 総合グラウンド
- 体育館
  - 第1体育館
  - 第2体育館
- 音楽室
  - 第一音楽室
  - 第二音楽室
- 多目的学習室
- 情報教育実習室
- 図工室
- 理科室
- 図書室

## 著名な出身者
- 楠梨恵子（神奈川県議会議員）
- 高橋うらら（作家）
- 佐藤和（慶應義塾大学商学部教授）
- 上坂すみれ（声優）